# Digital Employee Experience
Der Begriff Digital Employee Experience (DEX) bezeichnet die Erfahrung von Mitarbeitenden am digitalen Arbeitsplatz. Diese wird maßgeblich durch Anwendungen beeinflusst, die von der IT bereitgestellt werden. Die digitale Erfahrung wird auch im Zusammenhang von New Work regelmäßig betrachtet.
DEX steht nicht etwa für bestimmte Software, Hardware oder Strategien, sondern für die Summe aller Erfahrungen, die Mitarbeitende bei der Erledigung der täglichen Zusammenarbeit während ihrer gesamten Beschäftigung machen.

## Einflussfaktoren
Die digitale Erfahrung der Mitarbeitenden wird durch folgende Aspekte beeinflusst:
- Zeitgemäße Hardware und Software
- Digitale Prozesse
- IT-Sicherheit
- IT-Support

## Maßnahmen
Um die digitale Erfahrung zu verbessern, bieten sich für Unternehmen folgende Maßnahmen an:
- Bereitstellung moderner Endgeräte
- Single Sign-on
- IT-Support und Self-Service-Funktionen
- Einsatz von DEX-Managementlösungen

## Historie
Seit der COVID-19-Pandemie hat die Bedeutung von DEX zugenommen, da seitdem viele Mitarbeitende von zuhause aus arbeiten. Damit stellte sich zunehmend die Frage nach den Arbeitsbedingungen und der Ausstattung der Arbeitsplätze.